# كوري لي
كوري لي هي كاتبة غنائية ومغنية وموسيقية وممثلة كندية، ولدت في 13 نوفمبر 1984 بفانكوفر في كندا.

## أعمال

### أفلام
- (2008) سو 5

## وصلات خارجية
- كوري لي على موقع IMDb (الإنجليزية)
- كوري لي على موقع ألو سيني (الفرنسية)
- كوري لي على موقع ميوزك برينز (الإنجليزية)
- كوري لي على موقع أول موفي (الإنجليزية)
- كوري لي على موقع ديسكوغز (الإنجليزية)
- كوري لي على موقع قاعدة بيانات الفيلم (الإنجليزية)
- كوري لي على موقع كينوبويسك (الروسية)